# Гран-при Мартини
Гран-при Мартини (фр. Grand Prix Martini) — шоссейная однодневная велогонка в формате индивидуального раздельного старта, с 1954 по 1959 год ежегодно проводившаяся в швейцарском городе Женева. Пять лет подряд триумфатором гонки становился Жак Анкетиль.

## Призёры
| Год  | Победитель   | Второй           | Третий       |
| ---- | ------------ | ---------------- | ------------ |
| 1954 | Хуго Коблет  | Паскуале Форнара | Жак Анкетиль |
| 1955 | Жак Анкетиль | Стан Окерс       | Жан Бранкар  |
| 1956 | Жак Анкетиль | Стан Окерс       | Мигель Бовер |
| 1957 | Жак Анкетиль | Эрколе Бальдини  | Альдо Мозер  |
| 1958 | Жак Анкетиль | Эрколе Бальдини  | Альдо Мозер  |
| 1959 | Жак Анкетиль | Жерар Сент       | Альдо Мозер  |